# Morti nel 1986/Marzo
| Questa pagina contiene informazioni ricavate automaticamente dalle voci biografiche con l'ausilio del template Bio e di un bot. L'aggiornamento è periodico e automatico e ricostruisce completamente la pagina. Se manca una persona in questa lista, sei pregato di non aggiungerla, ma accertati piuttosto che la sua voce biografica contenga il template Bio e che i dati anagrafici siano correttamente compilati. Se il template Bio manca, inseriscilo tu stesso o, in alternativa, metti l'avviso {{tmp\|Bio}} che ne segnala la mancanza. Se i dati riportati sono sbagliati, correggi direttamente la voce biografica; le modifiche saranno visibili in questa lista entro pochi giorni. Per chiarimenti vedi il progetto biografie. La lista contiene solo le 98 persone che sono citate nell'enciclopedia e per le quali è stato implementato correttamente il template Bio. Pagina aggiornata al 3 mar 2024. |

- 1º marzo - Igor' Celoval'nikov, pistard sovietico (n. 1944)
- 1º marzo - Desmond Dickinson, direttore della fotografia britannico (n. 1902)
- 2 marzo - Bruno Martinotti, direttore d'orchestra e compositore italiano (n. 1936)
- 2 marzo - Hymie Ginsburg, cestista statunitense (n. 1914)
- 2 marzo - Cesare Polacco, attore e doppiatore italiano (n. 1900)
- 3 marzo - Peter Capell, attore tedesco (n. 1912)
- 3 marzo - Léonard Daghelinckx, pistard belga (n. 1900)
- 3 marzo - Guido Graziani, allenatore di pallacanestro, allenatore di baseball e dirigente sportivo italiano (n. 1896)
- 4 marzo - Ding Ling, scrittrice cinese (n. 1904)
- 4 marzo - František Hochmann, calciatore cecoslovacco (n. 1904)
- 4 marzo - Albert Lester Lehninger, biochimico statunitense (n. 1917)
- 4 marzo - Richard Manuel, musicista e compositore canadese (n. 1943)
- 4 marzo - Ljudmyla Volodymyrivna Rudenko, scacchista sovietica (n. 1904)
- 5 marzo - Emilio Clauser, matematico e fisico italiano (n. 1917)
- 5 marzo - George Nelson, designer, grafico e architetto statunitense (n. 1908)
- 6 marzo - Adolph Caesar, attore statunitense (n. 1933)
- 6 marzo - Georgia O'Keeffe, pittrice statunitense (n. 1887)
- 6 marzo - Jerry Paulson, cestista statunitense (n. 1935)
- 6 marzo - István Pelle, ginnasta ungherese (n. 1907)
- 7 marzo - Emma Baron, attrice italiana (n. 1904)
- 7 marzo - Giacomo Di Segni, pugile e attore italiano (n. 1919)
- 8 marzo - Victor Borghi, fondista italiano (n. 1912)
- 8 marzo - Hans Knecht, ciclista su strada, pistard e ciclocrossista svizzero (n. 1913)
- 9 marzo - Mario Moglia, pittore svizzero (n. 1915)
- 9 marzo - Ignác Molnár, allenatore di calcio e calciatore ungherese (n. 1901)
- 9 marzo - Michael Strunge, poeta danese (n. 1958)
- 10 marzo - Heinz Emmerich, calciatore tedesco (n. 1908)
- 10 marzo - Ray Milland, attore e regista gallese (n. 1907)
- 10 marzo - Emerson Norton, multiplista statunitense (n. 1900)
- 11 marzo - Ricardo Frione, calciatore e allenatore di calcio uruguaiano (n. 1911)
- 11 marzo - Sherman Kent, storico statunitense (n. 1903)
- 11 marzo - Giuseppe Moruzzi, neurofisiologo italiano (n. 1910)
- 11 marzo - Herbert Runge, pugile tedesco (n. 1913)
- 11 marzo - Sonny Terry, armonicista e attore statunitense (n. 1911)
- 11 marzo - Roger Trinquier, militare francese (n. 1908)
- 11 marzo - Gino Zanni, calciatore italiano (n. 1910)
- 12 marzo - Thure Johansson, lottatore svedese (n. 1912)
- 13 marzo - Domenico Albanese, politico italiano (n. 1916)
- 13 marzo - Azalea Cobelli, cestista italiana (n. 1927)
- 13 marzo - Eugen Gerstenmaier, teologo e politico tedesco (n. 1906)
- 13 marzo - George M. A. Hanfmann, archeologo statunitense (n. 1911)
- 13 marzo - Josef Kuchař, calciatore cecoslovacco (n. 1901)
- 13 marzo - Angelo Litrico, stilista italiano (n. 1927)
- 14 marzo - Edith Atwater, attrice statunitense (n. 1911)
- 14 marzo - Francesco Cognasso, storico italiano (n. 1886)
- 15 marzo - Miguel Darío Miranda y Gómez, cardinale e arcivescovo cattolico messicano (n. 1895)
- 16 marzo - Vera Molnar, attrice tedesca (n. 1923)
- 17 marzo - Glubb Pascià, generale britannico (n. 1897)
- 18 marzo - Bernard Malamud, scrittore statunitense (n. 1914)
- 18 marzo - Gian Paolo Meucci, magistrato italiano (n. 1919)
- 19 marzo - Jon Lormer, attore statunitense (n. 1906)
- 19 marzo - Anna d'Orléans, principessa francese (n. 1906)
- 19 marzo - Pedro Rizzetti, calciatore brasiliano (n. 1907)
- 19 marzo - Lino Venturi, politico italiano (n. 1927)
- 19 marzo - Luciano Virgili, cantante italiano (n. 1922)
- 20 marzo - Giorgio Rognoni, calciatore italiano (n. 1946)
- 21 marzo - August De Boodt, politico belga (n. 1895)
- 22 marzo - John W. Bricker, politico statunitense (n. 1893)
- 22 marzo - Olive Deering, attrice statunitense (n. 1918)
- 22 marzo - Mark Dinning, cantante statunitense (n. 1933)
- 22 marzo - Michele Sindona, faccendiere, banchiere e criminale italiano (n. 1920)
- 22 marzo - Charles Starrett, attore statunitense (n. 1903)
- 23 marzo - Ettore Bocchini Padiglione, cavaliere, militare e diplomatico italiano (n. 1901)
- 23 marzo - René Cornu, nuotatore francese (n. 1929)
- 23 marzo - Moshe Feinstein, rabbino e teologo lituano (n. 1895)
- 23 marzo - Mario Ferraris, calciatore italiano (n. 1904)
- 23 marzo - Étienne Mattler, calciatore e allenatore di calcio francese (n. 1905)
- 23 marzo - Bruno Tacconi, scrittore e odontoiatra italiano (n. 1913)
- 23 marzo - Anastasija Platonovna Zueva, attrice sovietica (n. 1896)
- 24 marzo - Jean Tourane, regista francese (n. 1919)
- 24 marzo - Francesco Bruno, botanico italiano (n. 1897)
- 24 marzo - Jože Kuralt, sciatore alpino sloveno (n. 1957)
- 24 marzo - Edmond Leclère, cestista francese (n. 1912)
- 24 marzo - Michele I del Montenegro, re montenegrino (n. 1908)
- 24 marzo - Ernest Rogez, pallanuotista francese (n. 1908)
- 25 marzo - Gloria Blondell, attrice e doppiatrice statunitense (n. 1915)
- 25 marzo - George Cehanovsky, baritono statunitense (n. 1892)
- 25 marzo - Saverio Garonzi, imprenditore e dirigente sportivo italiano (n. 1910)
- 25 marzo - Helmut Jahn, calciatore tedesco (n. 1917)
- 25 marzo - Domenico Mezzadra, partigiano e politico italiano (n. 1920)
- 25 marzo - Barbara Moffett, attrice statunitense (n. 1924)
- 26 marzo - Arturo Robba, politico italiano (n. 1903)
- 26 marzo - Bartlett Robinson, attore statunitense (n. 1912)
- 27 marzo - Constantin Stanciu, calciatore rumeno (n. 1907)
- 28 marzo - Eno Bellis, storico, archeologo e scrittore italiano (n. 1905)
- 28 marzo - Virginia Gilmore, attrice statunitense (n. 1919)
- 28 marzo - Attilio Moroni, giurista e teologo italiano (n. 1909)
- 29 marzo - Jessie Cross, velocista statunitense (n. 1909)
- 29 marzo - Claudio Truffi, sindacalista italiano (n. 1922)
- 30 marzo - Helga Anders, attrice e doppiatrice tedesca (n. 1948)
- 30 marzo - Herman A. Blumenthal, scenografo statunitense (n. 1916)
- 30 marzo - James Cagney, attore e ballerino statunitense (n. 1899)
- 30 marzo - John Ciardi, poeta e traduttore statunitense (n. 1916)
- 31 marzo - Filippo Asaro, politico italiano (n. 1909)
- 31 marzo - Libero Bizzarri, giornalista, regista e scrittore italiano (n. 1926)
- 31 marzo - Grigorij Alekseevič Levkoev, regista cinematografico sovietico (n. 1899)
- 31 marzo - Jerry Paris, attore e regista statunitense (n. 1925)
- 31 marzo - Ermenegildo Preti, progettista e ingegnere italiano (n. 1918)